# Международный кубок Премьер-лиги
Международный кубок Премьер-лиги (англ. Premier League International Cup) — английский футбольный турнир для команд европейских футбольных клубов до 23 лет. Турнир был образован в 2014 году в качестве площадки для состязаний лучших футбольных академий Англии с другими футбольными академиями Европы. Турнир проводится под контролем английской Премьер-лиги и не связан с УЕФА.

## Обзор турнира
В турнире участвуют футбольные команды, состоящие из игроков до 23 лет. Согласно регламенту турнира, в сезоне 2017/18 в нём принимают участие 12 команд из Англии и 12 команд из остальной Европы. Они разделены на 6 групп по 4 команды в каждой, после завершения группового этапа в 1/8 финала выходят 6 победителей своих групп и 2 лучшие команды, занявшие вторые места в группах. Изначально в турнире принимало участие 8 клубов из Англии и 8 из остальной Европы, но затем состав был расширен. Английские клубы квалифицируются в Международный кубок Премьер-лиги на основании результатов выступлений в Премьер-лиге 2, а европейские команды приглашаются на основании решения Премьер-лиги.
УЕФА пытался заблокировать создание этого турнира и отказался санкционировать его проведение. Для обхода возможного запрета все матчи турнира проводятся в Англии, матчи между неанглийскими командами проводятся на нейтральных полях, таким образом, турнир считается внутрианглийским и не попадает под юрисдикцию УЕФА. Согласно регламенту турнира, английские команды должны провести минимум два матча на главном стадионе своего клуба. Турнир является некоммерческим и преследует целью только развитие молодых игроков, в связи с чем Премьер-лига не выделяет никаких денег для призового фонда.
Так же, как и в Премьер-лиге 2, в заявку команду на матч могут войти трое игроков старше 23 лет и один вратарь старше 23 лет.

## Финалы
| Сезон   | Победитель                                   | Счёт финала                                  | Финалист                                     | Проигравшие в полуфинале                     | Стадион финального матча                     |
| ------- | -------------------------------------------- | -------------------------------------------- | -------------------------------------------- | -------------------------------------------- | -------------------------------------------- |
| 2014/15 | Манчестер Сити                               | 1:0                                          | Порту B                                      | Лестер Сити и Фулхэм                         | «Академи», Манчестер                         |
| 2015/16 | Вильярреал B                                 | 4:2                                          | ПСВ                                          | Челси и Порту B                              | «Ден», Лондон                                |
| 2016/17 | Порту B                                      | 5:0                                          | Сандерленд                                   | Суонси Сити и Норвич Сити                    | «Стэдиум оф Лайт», Сандерленд                |
| 2017/18 | Порту B                                      | 1:0                                          | Арсенал                                      | Вильярреал B и Ньюкасл Юнайтед               | «Эмирейтс», Лондон                           |
| 2018/19 | Бавария II                                   | 2:0                                          | Динамо Загреб                                | Рединг и Саутгемптон                         | «Ден», Лондон                                |
| 2019/20 | Турнир отменён из-за пандемии COVID-19       | Турнир отменён из-за пандемии COVID-19       | Турнир отменён из-за пандемии COVID-19       | Турнир отменён из-за пандемии COVID-19       | Турнир отменён из-за пандемии COVID-19       |
| 2020/21 | Турнир не проводился из-за пандемии COVID-19 | Турнир не проводился из-за пандемии COVID-19 | Турнир не проводился из-за пандемии COVID-19 | Турнир не проводился из-за пандемии COVID-19 | Турнир не проводился из-за пандемии COVID-19 |
| 2021/22 | Турнир не проводился из-за пандемии COVID-19 | Турнир не проводился из-за пандемии COVID-19 | Турнир не проводился из-за пандемии COVID-19 | Турнир не проводился из-за пандемии COVID-19 | Турнир не проводился из-за пандемии COVID-19 |
| 2022/23 | ПСВ                                          | 3:1 (доп. вр.)                               | Кристал Пэлас                                | Фулхэм и Валенсия                            | «Селхерст Парк», Лондон                      |
| 2023/24 | Кристал Пэлас                                | 1:0                                          | ПСВ                                          | Эвертон и Вест Хэм Юнайтед                   | «Селхерст Парк», Лондон                      |